# Jeff Chandler (boxe anglaise)
Pour les articles homonymes, voir Jeff Chandler.
Jeff Chandler est un boxeur américain né le 3 septembre 1956 à Philadelphie, Pennsylvanie.

## Carrière
Champion d'Amérique du Nord des poids coqs NABF, il devient champion du monde WBA de cette catégorie le 14 novembre 1980 en battant par KO à la 14e reprise Julian Solis. Il défend par la suite 9 fois sa ceinture avant de s'incliner au 15e round face à Richie Sandoval le 7 avril 1984.

## Distinction
- Jeff Chandler est membre de l'International Boxing Hall of Fame depuis 2000.